# Kappeln (bei Lauterecken)
Kappeln ist eine Ortsgemeinde im Landkreis Kusel in Rheinland-Pfalz. Sie gehört der Verbandsgemeinde Lauterecken-Wolfstein an.

## Geographie
Kappeln liegt an der Einmündung des Perlebach in den Jeckenbach in der Westpfalz. Im Nordosten befindet sich die Gemeinde Löllbach, im Südwesten liegen Merzweiler und Grumbach. Zu Kappeln gehört auch der Wohnplatz Udenhof.

## Geschichte
Der Ort wurde im Jahr 1319 als Cappellen erstmals urkundlich in einem Streit zweier Wildgräflicher Häuser um die Gerichtsbarkeit erwähnt. Im 15. Jahrhundert war das Dorf aufgeteilt zwischen drei Lehensträger, denen die Bauern als Leibeigene dienten. Um 1525 wurde das Dorf im Zuge der Reformation protestantisch. 1596 erwarb der Wild- und Rheingraf Johann von Grumbach drei Viertel des Dorfes, ein Viertel gehörte den Boos zu Waldeck als Lehen der Grafen von Veldenz. Im Dreißigjährigen Krieg wurde es weitgehend zerstört, nur vier Bewohner überlebten. 1708 verlieh der Wildgraf Leopold Philipp Wilhelm seinen Untertanen die Bürgerrechte und schaffte die Fronden ab; die Untertanen der Boos zu Waldeck verblieben jedoch in Leibeigenschaft. 1789 wurde die alte Kapelle erneuert, wobei der Turm in seiner ursprünglichen Form erhalten blieb. 1798 wurden die Kappeler freie, französische Staatsbürger, nachdem die linksrheinischen Gebiete Frankreich eingegliedert wurden. Kappeln gehörte bis 1814 zum Kanton Grumbach im Saardepartement. 1816 kam der Ort zum Fürstentum Lichtenberg, einer neugeschaffenen Exklave des Herzogtums Sachsen-Coburg-Saalfeld beziehungsweise ab 1826 des Herzogtums Sachsen-Coburg und Gotha. Ab 1834 bis 1946 gehörte das Dorf zur Rheinprovinz Preußens. Seit 1969 ist Kappeln Teil der Verbandsgemeinde Lauterecken, seit 2014 der Verbandsgemeinde Lauterecken-Wolfstein im Landkreis Kusel.
Jahrhundertelang war die erweiterte Namensform Udencappeln verbreitet.

## Politik

### Bürgermeister
Jochen Weiß wurde 2024 Ortsbürgermeister von Kappeln.
Sein Vorgänger war Otfried Buß seit 1999. Bei der Direktwahl am 26. Mai 2019 wurde er mit einem Stimmenanteil von 95,52 % für weitere fünf Jahre in seinem Amt bestätigt. Sein Vorgänger Walter Heinz übte das Amt von 1989 bis 1999 aus.

## Verkehr
Im Süden verläuft die Bundesstraße 270. In Lauterecken ist ein Bahnhof der Lautertalbahn.